# Caridad Selma Fernández
Caridad Selma Fernández (n. 1960 ) es una botánica y profesora española.
Desarrolla sus actividades científicas en el "Dto." de Biología Vegetal", de la "Facultad de Ciencias, Universidad de Murcia.

## Algunas publicaciones

### Libros
- 1997. Frutos secos, oleaginosos, frutales de hueso, almendros y frutales de pepita. Catálogo etnobotánico 1. Edición ilustrada de EDITUM, 360 pp. ISBN 8476847440 en línea

- 1991. Flora y vegetación cormofítica del sector noroccidental de la Región de Murcia. Tesis doctorales. Editor Univ. de Murcia, Secretariado de Publicac. e Intercambio Científico, 13 pp. ISBN 8476842554

- La abreviatura «Selma» se emplea para indicar a Caridad Selma Fernández como autoridad en la descripción y clasificación científica de los vegetales.[2]